# Patty Villiers
Pour les articles homonymes, voir Villiers.
Patty Villiers est une réalisatrice française, née en 1956 à Boulogne-Billancourt.

## Biographie

### Origines
Patty Villiers est la fille du réalisateur François Villiers ; son grand-père paternel était un Juif néerlandais : par sa mère, elle aurait des ascendants indiens[réf. souhaitée].
Elle est aussi la nièce de l'acteur Jean-Pierre Aumont, frère de son père.

### Carrière
Patty Villiers a réalisé divers courts et longs métrages pour la télévision, et a travaillé notamment dans le monde des documentaires et du cinéma.

## Filmographie

### Télévision
- 1981 : Ciné regards
- 1982 : Contes modernes
- 1984 : Cinéma 16, épisode Sortie interdite
- 1988 : À la folie, pas du tout
- 1995 : Du silence plein la tête
- 1996 : Ya basta! Chiapas[2]
- 1996 : La vie en face
- 1996 : Secrets de femmes
- 1998 : Les Derniers Maharadjahs[3]
- 1999 : Jean-Pierre Aumont, charme et fou-rires